# 홍이상 선생 묘 및 신도비
홍이상 선생 묘 및 신도비는 경기도 고양시 일산동구 성석동에 있다. 1986년 6월 16일 고양시의 향토문화재 제13호로 지정되었다.

## 개요
조선조 중기 고양팔현 중 한분인 홍이상 선생의 묘소와 신도비 신도비는 규모도 크고 이수와 귀부를 모두 갗추어져 있다.